# Augsburger Zeughaus

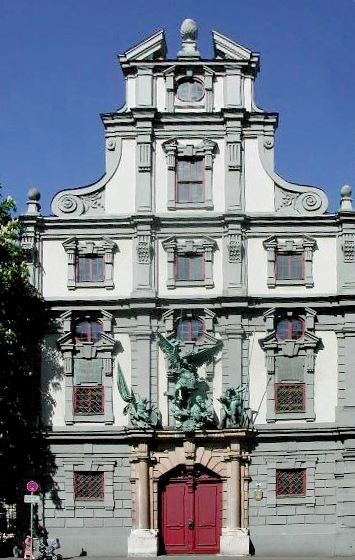
Das Zeughaus

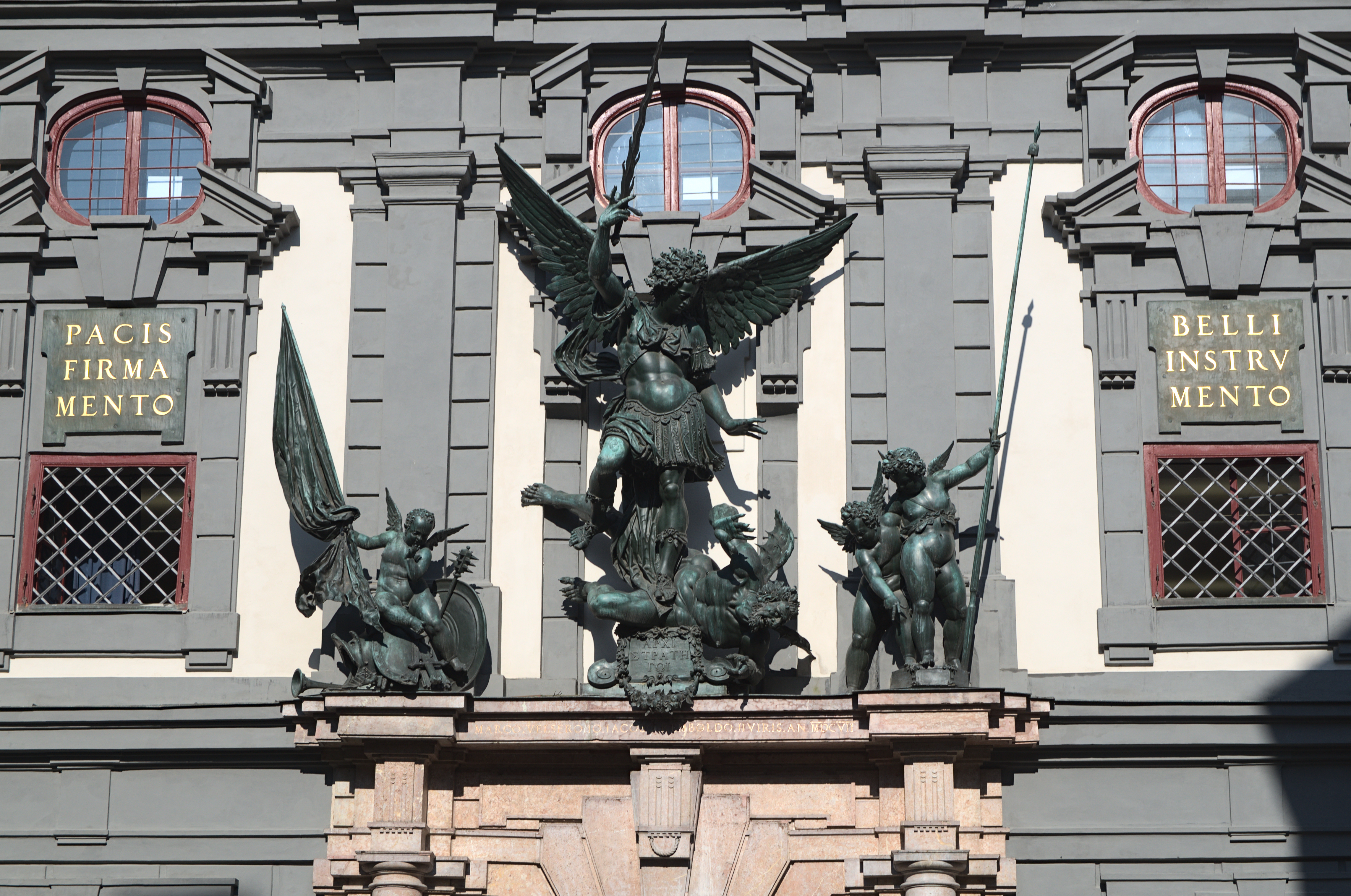
Sankt-Michaels-Gruppe am Augsburger Zeughaus

Das Zeughaus in der Altstadt von Augsburg wurde in den Jahren 1602 bis 1607 von Elias Holl erbaut. Die Entwürfe für die Fassade – die je nach Autor entweder noch der Renaissance oder bereits dem Barock, am zutreffendsten jedoch dem Übergangsstil des Manierismus zugeordnet werden kann – stammen von Joseph Heintz.
Über dem mächtigen Portal an der Ostseite des Gebäudes befindet sich eine beeindruckende Bronzegruppe des Bildhauers Hans Reichle, gegossen von Wolfgang Neidhardt. Sie zeigt den Erzengel St. Michael im Kampf gegen den Satan, ein Motiv, das sich auch beim Augsburger Turamichele wiederfindet.

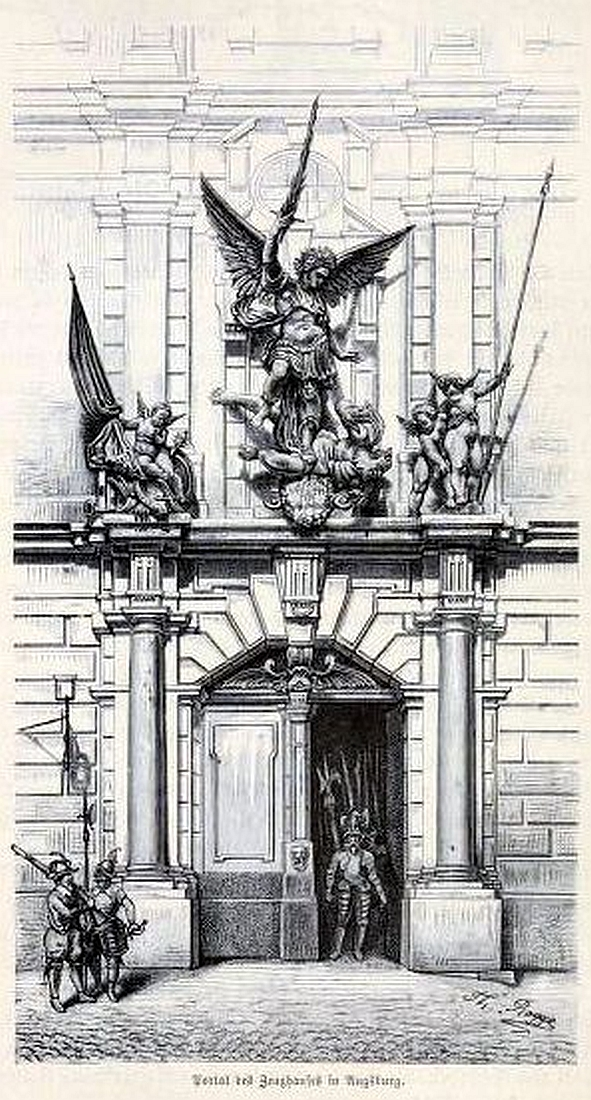
Portal des Zeughauses
Zeichnung von Theodor Rogge, 1881

## Geschichte

### Vorgängerbauten
Bereits 1501 wurde in Augsburg ein Gieß- und Zeughaus erbaut. Der Stück- und Glockengießer Niklaus Oberacker war hier tätig. 1525 wurde der Innsbrucker Gregor Löffler sein bedeutendster Nachfolger. Als der Bau später niederbrannte und auch ein weiterer dem gleichen Schicksal anheimviel baute man massiv neu.

### Neubau durch Elias Holl
Erbaut wurde das Zeughaus von Jahr 1602 bis 1607 als Waffenarsenal und Unterbringungsmöglichkeit für bis zu 3000 Soldaten.
Nach dem Ende der Augsburger Reichsfreiheit ging das Gebäude in das Eigentum des Königreichs Bayern über, seine ursprüngliche Nutzung wurde jedoch beibehalten. Im Jahr 1893 zum Preis von 195.000 Goldmark von der Stadt Augsburg zurückgekauft, wurde es ab 1899 als städtische Feuerwache genutzt. Ab 1900 fand dort auch der neu gegründete Augsburger Unfallrettungsdienst sein Zuhause. 1913 verließ der Rettungsdienst das Zeughaus und zog in ein eigenes Haus auf dem Mittleren Kreuz (heute Auf dem Kreuz 23).
Das britische Bombardement Augsburgs im Februar 1944 überstand Elias Holls architektonisches Meisterwerk weitgehend unversehrt. Wenige Jahre später war die Existenz des Zeughauses jedoch von Neuem bedroht: Ende der 1960er-Jahre hatte der Stadtrat einen Verkauf des historischen Gebäudes an den Warenhauskonzern Horten bereits beschlossen. Umfangreiche Umbauarbeiten und eine optische Einbeziehung in den benachbarten Kaufhausbau am Moritzplatz hätten den Holl-Bau von Grund auf verändert. Engagierte Augsburger zeigten sich jedoch wehrhaft und brachten den Fall vor den Bayerischen Verwaltungsgerichtshof, der in einem bundesweit beachteten Verfahren gegen die Pläne der Augsburger Stadtspitze entschied.

## Gegenwart
Nachdem die Augsburger Feuerwehr im Jahr 1975 eine neue Hauptfeuerwache an der Berliner Allee bezogen hatte, wurde das Zeughaus ab 1978 umfassend renoviert. Im Dezember 1980 als Bildungs- und Begegnungszentrum der Stadt Augsburg wiedereröffnet, beherbergt der historische Bau seitdem großzügige Versammlungs- und Ausstellungsräume und eine Gaststätte mit weitläufigem Biergarten. Über 25 Jahre lang nutzte auch die Augsburger Volkshochschule das Zeughaus. Nach deren Verlegung in das neue Bildungszentrum am Forsterpark bezog 2003 die Sing- und Musikschule Mozartstadt Augsburg (bis 2010 Städtische Albert-Greiner-Sing-und-Musikschule) die leerstehenden Räumlichkeiten.
Das ab 1981 im Dachgeschoss des Zeughauses untergebrachte Stadtkino, das kommunale Kino der Stadt Augsburg, wurde mittlerweile geschlossen.

## Toskanische Säulenhalle

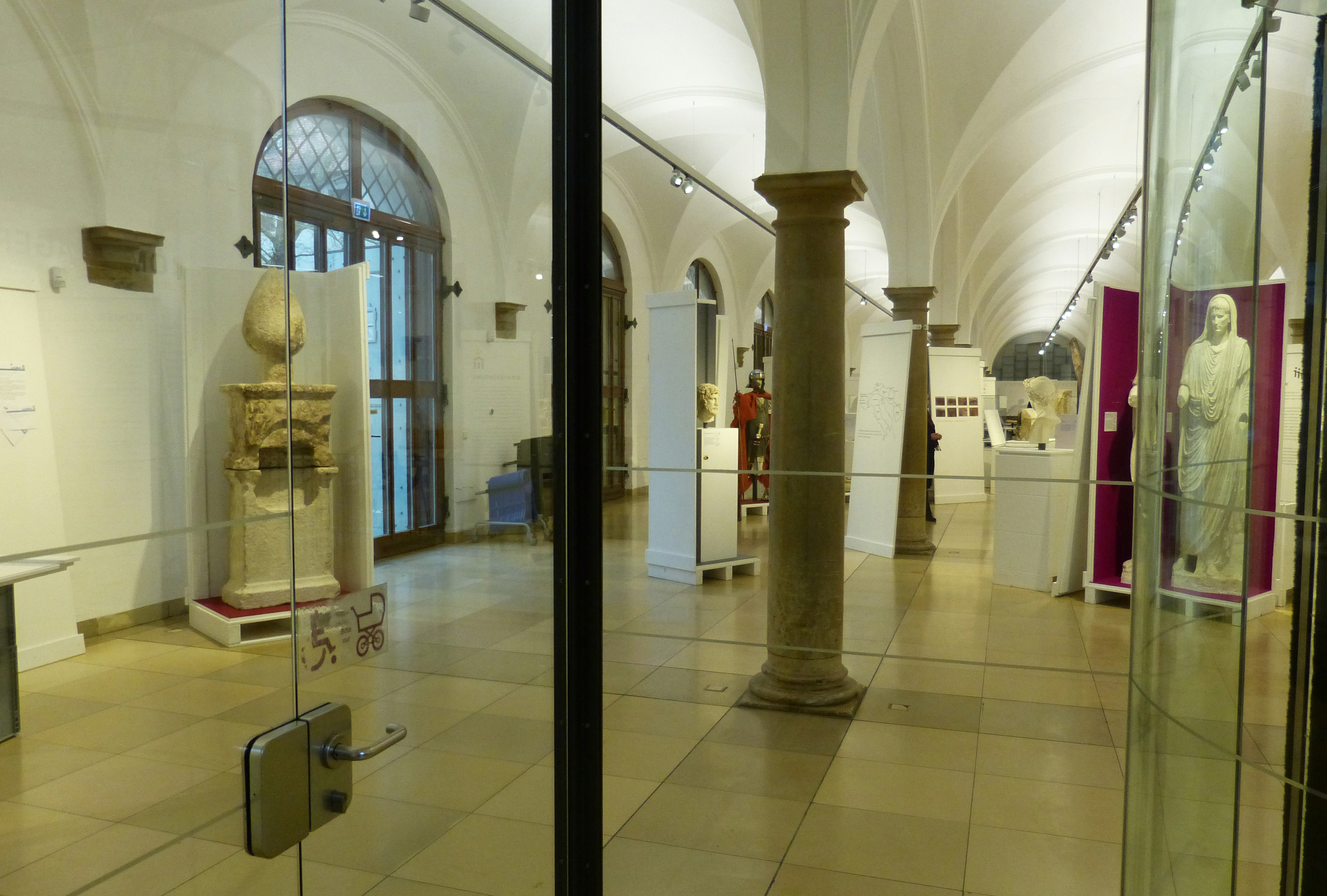
Die Ausstellung „Römerlager. Das römische Augsburg in Kisten.“ in der Toskanischen Säulenhalle

Die Toskanische Säulenhalle ist eine große Halle im Erdgeschoss des Zeughauses, die man durch das Hauptportal betritt. Ursprünglich diente sie als Waffenlager, heute wird sie für Ausstellungen genutzt. Seit Juni 2015 wird in der Toskanischen Säulenhalle die Übergangsausstellung des Römischen Museums Augsburg gezeigt.